# 光斑
對灰蝶科的屬，參見光斑 (蝴蝶)。

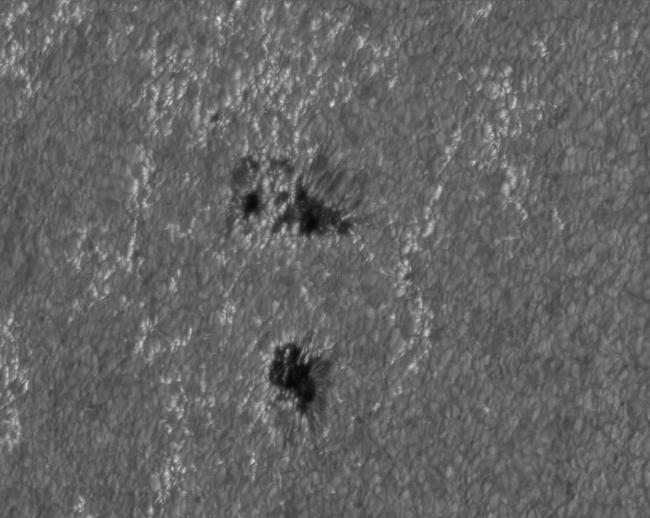
在太陽上看見的明亮區域就是光斑。

光斑，就字面而言是一個亮點，相當於拉丁文的「小火炬」。這個詞有幾個常用的技術用途，在行星體系命名法中，用來命名行星和衛星的某些表面特徵，或是太陽表層上的現象。此外，在專業領域的一些光源中的明亮區域也會被稱為光斑，攝影中也經常使用這個詞來描述對應於光源中的明亮、呈現環狀的區域，它們通常對應於散焦像中明亮的光源或是明亮的反射。
太陽光斑是米粒組織（在太陽表面會持續不斷出現橫跨數千公里的對流細胞，但在幾分鐘內就會消失）之間形成的明亮峽谷
。光斑是由密集的磁場線產生的，在太陽活躍的時候，無論有無太陽黑子，都會有大量的光斑出現。光斑和太陽黑子對太陽常數的變化皆有顯著的影響。在色球上與光斑對應的區域稱為譜斑。

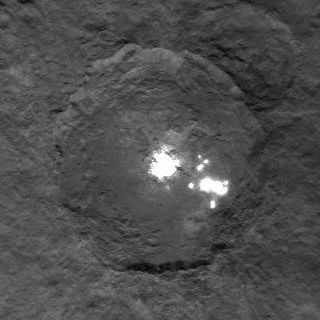
矮行星穀神星上的亮點

穀神星光斑被建議為穀神星現在或過去的氣體釋放，有可能是火山或是彗星造成的。